# Odkłócanie
Odkłócanie – zapobieganie zakłóceniom wywoływanym przez urządzenia elektryczne poprzez stosowanie układów zabezpieczających. 
Odkłócanie stosuje się w celu zapobieżenia wpływowi urządzeń, w których występują iskrzenie lub nagłe zmiany napięcia elektrycznego (układów zapłonowych, silników elektrycznych itp.) na odbiór fal elektromagnetycznych, np. w odbiornikach radiowych i telewizyjnych. Jedna z metod odkłócania polega na zastosowaniu kondensatora przeciwzakłóceniowego w obwodzie urządzenia wywołującego zakłócenia.
W Polsce abonentów radia i telewizji obejmuje prawna ochrona przed zakłóceniami przemysłowymi.